# Santiago Stieben
Santiago Lautaro Stieben, né le 15 août 1985 à Buenos Aires, Argentine, est un acteur, présentateur et producteur argentin. 
Il est reconnu pour son premier rôle principal qui lui a donné beaucoup de succès comme « Roña » dans le feuilleton télévisé de Cris Morena, Chiquititas (de 1996 a 1999), pour être le conducteur du programme Disney Planet en Amérique latine, et d'avoir aussi participé dans nombreuses séries de Disney Channel comme Soy Luna, Media Falta et plus.
Actuellement, il joue le rôle de Vitto Voltaglio, le préparateur physique des Faucons dans la série de Disney XD, Onze.

## Biographie

### Jeunesse
Santiago est né le 15 août 1985 à la ville de Buenos Aires, Argentine. Il a vit sa jeunesse dans le quartier de Villa Crespo. Ses parents voulaient que Santiago soit très actif, alors ils l'ont envoyé en cours de sport, mais il a ensuite tenté de prendre des cours de théâtre. Pendant ses études primaires, ses parents se sont rendu compte que sa passion pour le théâtre se manifestait progressivement. En conséquence, ils ont décidé d'inscrire leur fils dans divers cours et ateliers de théâtre afin d'accroître son potentiel d'acteur. Très vite, ils ont découvert le grand talent du plus petit membre de la famille Stieben.

### Les débuts à la télévision:Chiquititasde 1996 à 1999
En 1996, Santiago fait sa première apparition dans le feuilleton de Telefe, Chiquititas, où il a interprété le rôle de Luis González (plus connu sous le nom de « Roña »), un petit garçon de la rue malfaisant qui déteste se baigner et faire ses devoirs et qui a pour faiblesse les alfajores au chocolat et tout ce qui se mange. Roña entre dans la maison des orphelins accompagné de son ami Corcho (interprété par Diego Mesaglio) lorsque Belén (interprétée par la fille de Cris Morena, Romina Yan) fait de la maison un foyer mixte (filles et garçons) malgré le fait que Carmen (interprétée par l'actrice polyvalente Hilda Bernard) soit contre lui. Au fil de l'histoire, le personnage de Roña se devient un des plus populaires et plus chers du feuilleton. Santiago a resté en Chiquititas jusqu'à la cinquième saison, en 1999. C'est dans cette saison où le feuilleton changerait d'histoire : il jouerait un nouveau personnage (Tiago), mais aux côtés de ses compagnons de les saisons précédentes. Grâce au feuilleton, il a pu participer dans la version théâtrale, ainsi qu'il a chanté pour les bandes originales, depuis la deuxième a la cinquième saison. Santiago reviendrait en 2001 pour participer dans le dernier épisode de la septième et dernière saison et aussi assister a le programme spécial « Chiquititas de Oro » pour recevoir un prix pour son personnage et finir totalement le feuilleton.

### Séries à la télévision 2000 a 2006
Pour devenir autonome dans son métier, le premier travail après Chiquititas a été Tiempo Final, la célèbre série à suspense de Telefe, dirigée par les frères Borenztein, où l’intrigue tragique de l’histoire se déroule en une heure. La distribution de cette série est en rotation et les acteurs les plus importants du pays l'ont traversée[Quoi ?]. Il a participé aux séries les plus importantes de la télévision argentine comme Un cortado: Historias de café, Los Simuladores (de Damián Szifrón, aux côtés de Nazareno Casero), et Disputas (l'unité mettant en vedette Florencia Peña et Mirta Busnelli, réalisé par Adrián Caetano).[réf. nécessaire]
Il a également participé à différents quotidiens tels que Buenos Vecinos, Los médicos de hoy, PH, Kachorra, Dr Amor, Amo de Casa et plus encore Socias, avec les représentations de Nancy Duplaá, Andrea Pietra et Mercedes Morán. [réf. nécessaire]
Media Falta a été la dernière unitaire de Santiago dans une bande quotidienne à une distribution stable. La série était un remake de la série ¡Socorro! 5º Año, qui a été diffusé sur Canal 9. Dans cette série, Santiago a interprété Ezequiel Herrera « Erre », un garçon introverti qui vit dans le chat et tout ce qui touche à l'informatique. [réf. nécessaire]

### L'opportunité comme présentateur
Santiago était le présentateur du programme Disney Planet (jusqu'à 2015), un format promotionnel pour les produits de Pixar et Disney qui est diffusé sur la chaîne Disney Channel en Amérique latine.

### Au cinéma et au théâtre
Santiago a démontré son professionnalisme en tant qu'acteur. Ce talent et ce professionnalisme l'ont amené à participer au cinéma. Il a fait son début dans le film du thriller Hybris, en 2000. À l'année prochaîne, Santiago incarne le personnage de Lisardo dans le moyen métrage Marisol, tourné pour l'école du cinéma d'Eliseo Subiela et réalisé par Mariano Biasin. Puis en 2006, Santiago a produit avec le réalisateur Ignacio Nazarevich le moyen métrage El pibe de ningún lado, qui a également joué le personnage du garçon qui erre dans la ville de Buenos Aires avec un regard gris.
Au théâtre, un côté qu'il voulait continuer à développer, il a grandi partagent la scène avec des acteurs et actrices vétérans et plus importantes du pays. À la version théâtrale de Chiquititas, il a travaillé aux côtés de Romina Yan, Facundo Arana et la renommée actrice Susana Lanteri avec le reste de la distribution. Il a été aussi dans la pièce Diez Corazones en 2002 (mise en scène par Claudio Dapassano), les comédies musicales Elliott Ness en 2003 (mise en scène par l'actrice Graciela Pal) et Amis-Tad en 2008 à côté de Alfonso Burgos (son ex-compagnon de Chiquititas et Eliott Ness) dont la pièce s'en concentrait dans la valeur de l'amitié.
En 2015, Santiago a fait partie de la pièce de théâtre Prueba de Amor, où il a interprété a Federico Guinter, qui fait un rendez-vous avec sa fiancée pour faire une preuve d'amour. Le critique a souligné l’interprétation de Santiago et le travail en général.

### À l'actualité
Santiago est l'un des visages les plus populaires et les plus connus de la télévision argentine, en particulier parmi les jeunes qui se souviennent de lui pour son passage dans le feuilleton Chiquititas, qui l'a propulsé dans les sommets nationaux et internationaux, étant connu dans des pays aussi lointains. comme Israël, où cette série continue de récolter le succès aujourd'hui. Depuis 2017, il donne vie au personnage de Vitto Voltaglio dans la série O11ce, où il interprète un préparateur physique pour une équipe de football.

## Vie privée
Son grand-père est originaire de Crespo, Province d'Entre Ríos. En plus de la télévision ou théâtre, Santiago a d’autres passions. L'un d'eux est le Club Atlético Atlanta, une équipe de football dont il est un admirateur. C'est pourquoi il se rend régulièrement au stade pour voir son équipe favorite. Il est également fan de rock national. Un autre hobby de Santiago est de parcourir le monde et de rencontrer de nouvelles personnes, car il aime connaître différents pays, leurs cultures et leurs habitants.
Il a également travaillé dans d’autres domaines très différents et n’a rien à voir avec sa carrière d’acteur, puisqu’il a travaillé dans un magasin de vêtements informel dans un centre commercial de la ville de Buenos Aires, et a également travaillé dans le fast-food appartenant à sa famille. Ils ont toujours été liés au secteur gastronomique.
Il a pour compagne Romina depuis 15 ans[Quand ?] et ils ont une fille, Ambar.

## Filmographie

### Cinéma
- 2000 : Hybris
- 2001 : Marisol : Lisardo
- 2006 : El pibe de ningún lado : El pibe (Le garçon)

### Télévision
- 1996 - 1999 : Chiquititas : Luis González « Roña » (2e a 4e saison), Tiago (5e saison)
- 2000 : Tiempo Final : Tomás
- 2002 : Kachorra
- 2002 : Los Simuladores
- 2005 : Media Falta : Ezequiel Herrera « Erre »
- 2008 : Mujeres asesinas
- 2010 : Highway: Rodando la aventura : Nombreuses personnages
- 2011 - 2013 : Cuando toca la campana : Ramiro
- 2014 : Junior Express : Salvador
- 2016 : Soy Luna : Arcade
- 2017 - présent : Onze : Vitto Voltaglio

### Théâtre
- 1996 - 1999 : Chiquititas : Luis González « Roña » / Tiago
- 2002 : Diez corazones
- 2003 : Eliott Ness
- 2008 : Amis-Tad
- 2015 : Prueba de amor de Roberto Arlt : Federico Guinter

### En tant que doubleur en espagnol
- 2010 : Fish Hooks : Milo (Kyle Massey en VO) / Voix additionelles
- 2012 : Ultimate Spider-Man : Iron Fist / Daniel « Danny » Rand
- 2013 : Austin & Ally : Anders (Tom Fonss)
- 2014 : Disney Infinity : Iron Fist / Daniel « Danny » Rand
- 2016 : Avengers Assemble : Iron Fist / Daniel « Danny » Rand
- 2016 : Yo-kai Watch : Andy (Yurie Kobori en VO)